# Christuskirche (Schwarzenbach am Wald)

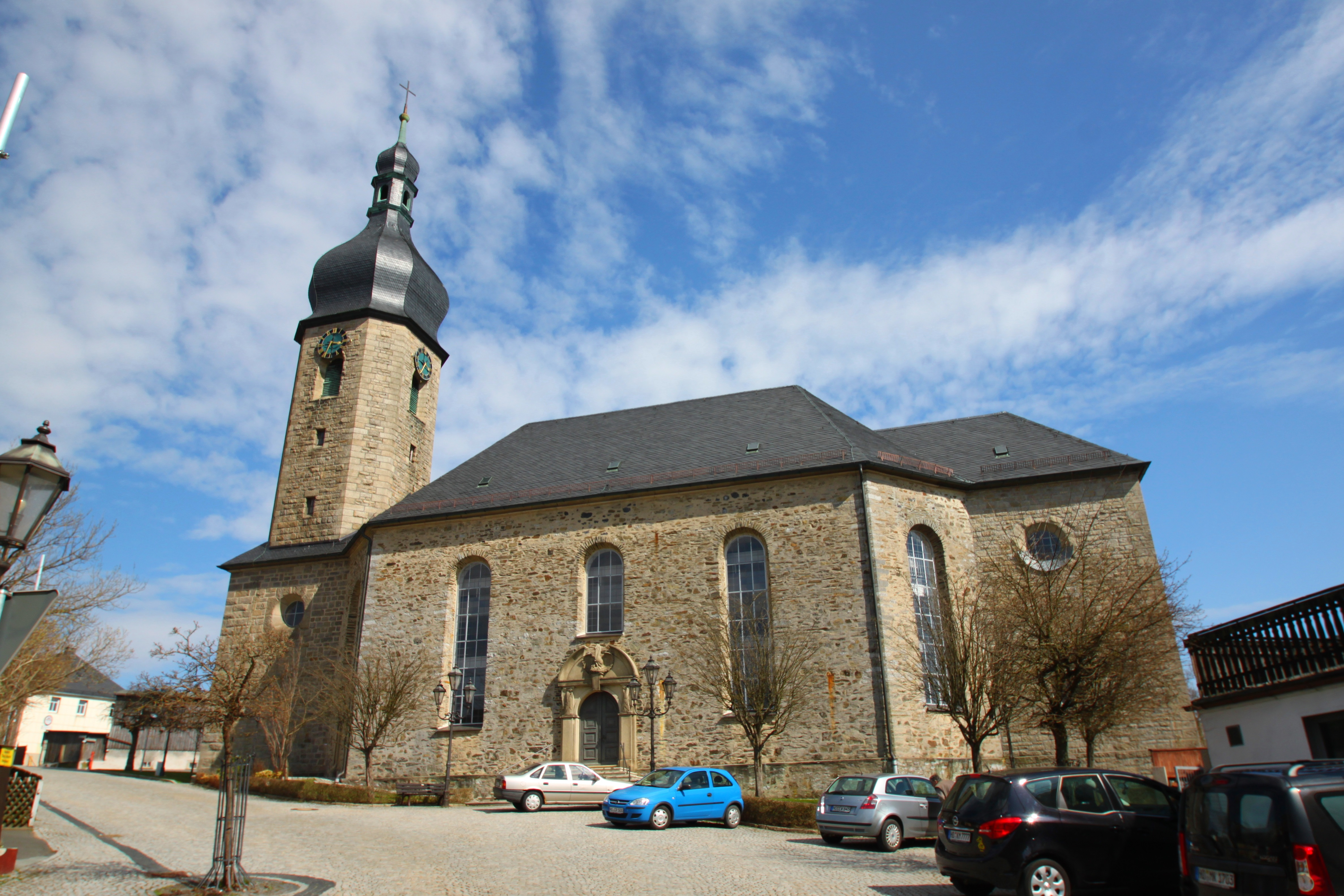
Christuskirche (Schwarzenbach am Wald)

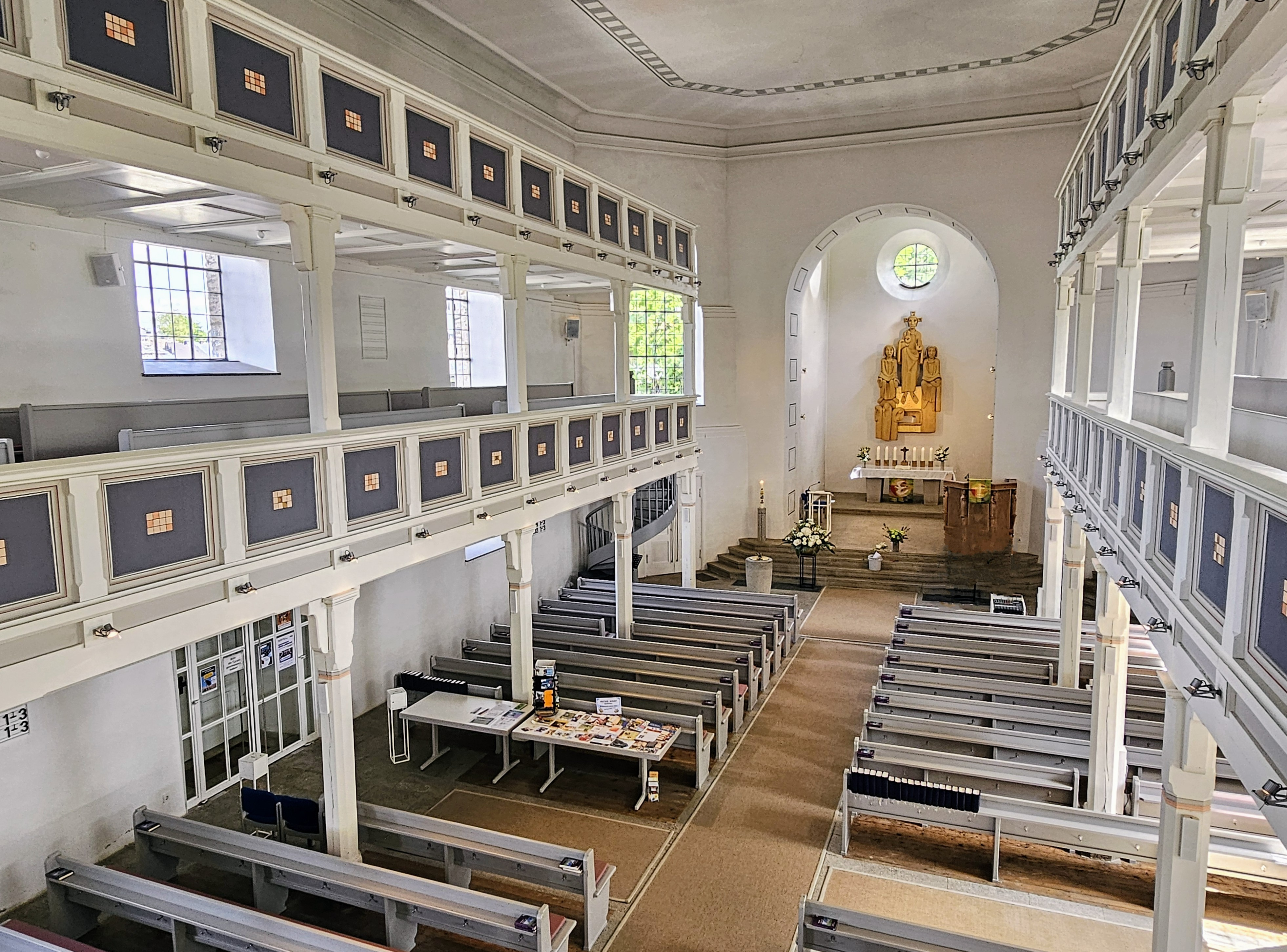
Innenraum

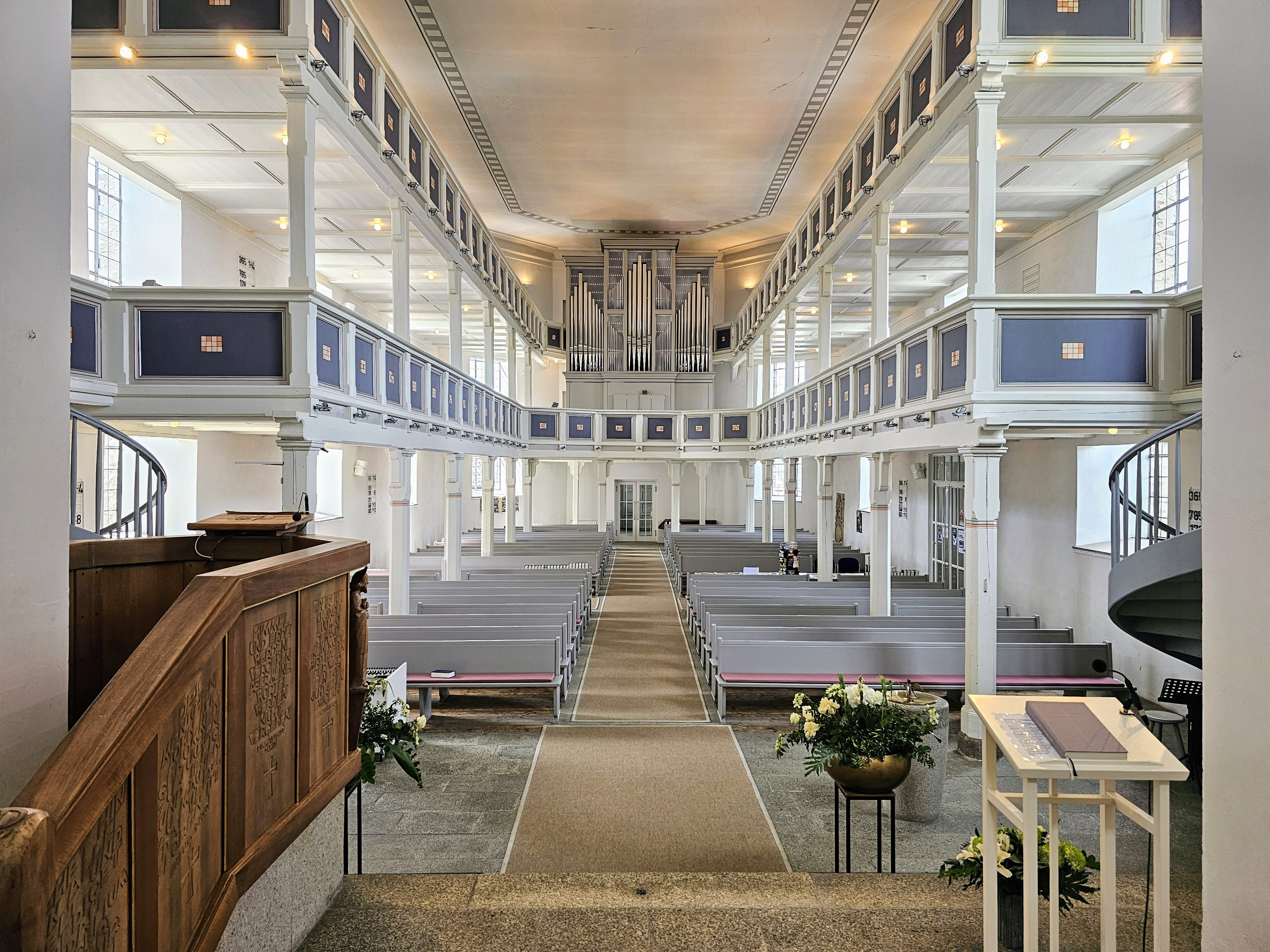
Blick zur Orgel

Die evangelisch-lutherische Christuskirche steht in Schwarzenbach am Wald, einer Stadt im oberfränkischen Landkreis Hof in Bayern. Die denkmalgeschützte Pfarrkirche ist ein Ersatzneubau aus der Mitte des 19. Jahrhunderts. Die Pfarrei gehört zum Dekanat Naila im Kirchenkreis Bayreuth der Evangelisch-Lutherischen Kirche in Bayern.

## Beschreibung
Die 1784 entstandene Saalkirche wurde 1865 neu errichtet, nachdem sie 1859 bei einem Brand zerstört wurde. Sie besteht aus einem Langhaus, einem eingezogenen, dreiseitig geschlossenen Chor im Südwesten und einem Kirchturm, ursprünglich ein Chorturm, im Nordosten, der 1948/49 mit achteckigen Geschossen aufgestockt und mit einer schiefergedeckten Welschen Haube bedeckt wurde. Sein oberstes Geschoss beherbergt die Turmuhr und den Glockenstuhl. Die Orgel mit 28 Registern auf zwei Manualen und Pedal wurde 2002 von der Firma Hermann Eule Orgelbau Bautzen errichtet. Sie ersetzte ein Werk von Eusebius Dietmann von 1952.